# Sjöbo (gemeente)
Sjöbo is een Zweedse gemeente in Skåne. De gemeente behoort tot de provincie Skåne län. Ze heeft een totale oppervlakte van 509,2 km² en telde 17.404 inwoners in 2004.

## Plaatsen
Sjöbo (plaats) - Blentarp - Vollsjö - Lövestad - Sjöbo sommarby och Svansjö sommarby - Karups sommarby - Bjärsjölagård - Sövde - Äsperöd - Hemmestorps eke - Hemmestorps fure - Fränninge - Brandstad
Ängelholm · Åstorp · Båstad · Bjuv · Bromölla · Burlöv · Eslöv · Hässleholm · Helsingborg · Höganäs · Höör · Hörby · Kävlinge · Klippan · Kristianstad · Landskrona · Lomma · Lund · Malmö · Örkelljunga · Osby · Östra Göinge · Perstorp · Simrishamn · Sjöbo · Skurup · Staffanstorp · Svalöv · Svedala · Tomelilla · Trelleborg · Vellinge · Ystad